# 郷分村
郷分村（ごうわけむら）は、新潟県南蒲原郡にあった村。現在の見附市葛巻地区の南部にあたる。

## 沿革
- 1890年8月22日 - 葛巻組村の分割（大字葛巻・傍所・山吉・鹿熊新田・青木新田）によって出面村とともに成立。
- 1901年11月1日 - 出面村と再合併し葛巻村となる。同日郷分村廃止。